# فهرست شاعران عرب جاهلی
شاعران عرب پیش از اسلام:
- معن بن اوس
- ابن مقبل
- ابن نباته
- ابوالمشمقمق
- اعشی
- الاحوص
- الاخطل
- الاقیشر السعدی
- الحطیئه
- الخنساء
- الشماخ بن ضرار
- الطرماح
- الفرزدق
- النابغه الشیبانی
- امروالقیس
- جریر
- حارث بن حلزه یشکری
- حسان بن ثابت
- زهیر بن أبی سلمی المزنی
- طرفه بن عبد
- عبید بن ابرص
- عنتره بن شداد
- لقیط بن یعمر ایادی
- نابغه ذبیانی
- حاتم طائی